# Uzbekistan na Letnich Igrzyskach Paraolimpijskich 2004
Uzbekistan na Letnich Igrzyskach Paraolimpijskich 2004 w Atenach reprezentował 1 zawodnik. Reprezentacja Uzbekistanu nie zdobyła żadnych medali.

## Kadra

### Podnoszenie ciężarów
- Yusuf Qodirov